# Isla Shamian
La isla Shamian (en chino tradicional, 沙面島; en chino simplificado, 沙面岛; pinyin, Shāmiàn dǎo) es una pequeña isla compuesta de arena en el Distrito Liwan de la ciudad de Guangzhou, provincia de Cantón, China. El nombre de la isla literalmente significa "superficie de arena" en chino.
El territorio se dividió en dos concesiones otorgadas a Francia y el Reino Unido por el gobierno de la dinastía Qing en el siglo XIX. La isla es un área histórica que sirve como un recordatorio tranquilo de la época colonial europea, con avenidas peatonales flanqueadas por árboles y bordeada por edificios históricos en diversos estados de conservación. La isla es el lugar donde se encuentran varios hoteles, albergues juveniles, restaurantes y tiendas de venta de curiosidades y recuerdos.

## Geografía
La isla tiene una superficie de 0,3 km² (equivalentes a 30 hectáreas), 900 metros de este a oeste, y 300 m de norte a sur. Limita al sur con el río de las Perlas, y está separada del continente por un canal. 

## Historia
Shamian fue un importante puerto para el comercio exterior de Cantón en la dinastía Qing. Desde el siglo XVIII hasta mediados del siglo XIX, los extranjeros vivían y hacían negocios en una serie de edificios conocidos como las "Trece factorías", cerca de la actual Shamian, que era entonces un lugar de anclaje para miles de comerciantes. Shamian se convirtió en un punto estratégico para la defensa de la ciudad durante el período de Guerras del Opio. En 1859, el territorio fue dividido en dos concesiones otorgadas a Francia y el Reino Unido (de los cuales 4/5 pertenecían a los británicos y 1/5 a los franceses). Se conectó con el continente por dos puentes, que se cerraban a las 10 p. m. como medida de seguridad. El puente inglés en el norte estaba custodiado por los sijs, y el puente francés al este estaba custodiado por las tropas francesas Annamite.

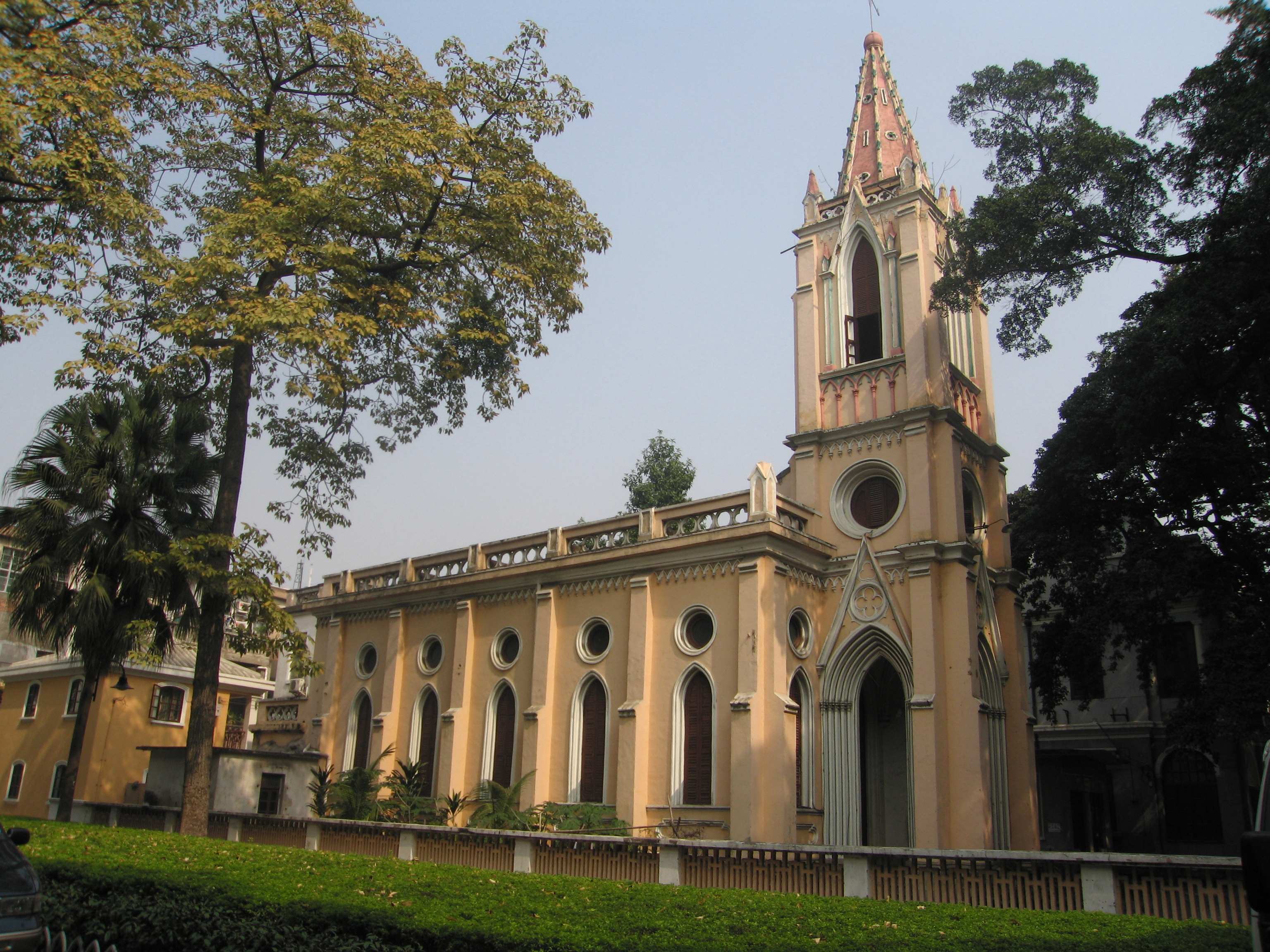
Capilla católica de Nuestra Señora de Lourdes 露德圣母堂 finalizada en 1892 en la parte francesa de la isla

Las compañías de comercio de Gran Bretaña, Estados Unidos, Francia, Holanda, Italia, Alemania, Portugal y Japón construyeron mansiones de piedra a lo largo de la costa. La construcción en la isla se caracteriza por la adaptación al clima, pero siguiendo parámetros Occidentales de casas independientes con techos y balcones de gran tamaño. 
La isla fue escenario de combates durante los incidentes del "23 de junio" de 1925. 
Después de 1949, las mansiones de Shamian se convirtieron en las oficinas del gobierno o en apartamentos de viviendas y las iglesias se convirtieron en fábricas, pasando a ser territorio chino nuevamente.